# Andinobates cassidyhornae
Andinobates cassidyhornae é uma espécie de anfíbio anuro da família Dendrobatidae. Está presente na Colômbia. A UICN classificou-a como vulnerável.